# 邁克爾 (伊利諾伊州)
邁克爾（英語：Michael）是位於美國伊利諾伊州卡爾霍恩縣的一個非建制地區。該地的面積和人口皆未知。

## 地理
邁克爾的座標為38°14′07″N 90°37′24″W / 38.23528°N 90.62333°W，而該地的平均海拔高度為136米（即446英尺）。